# Piața Syntagma

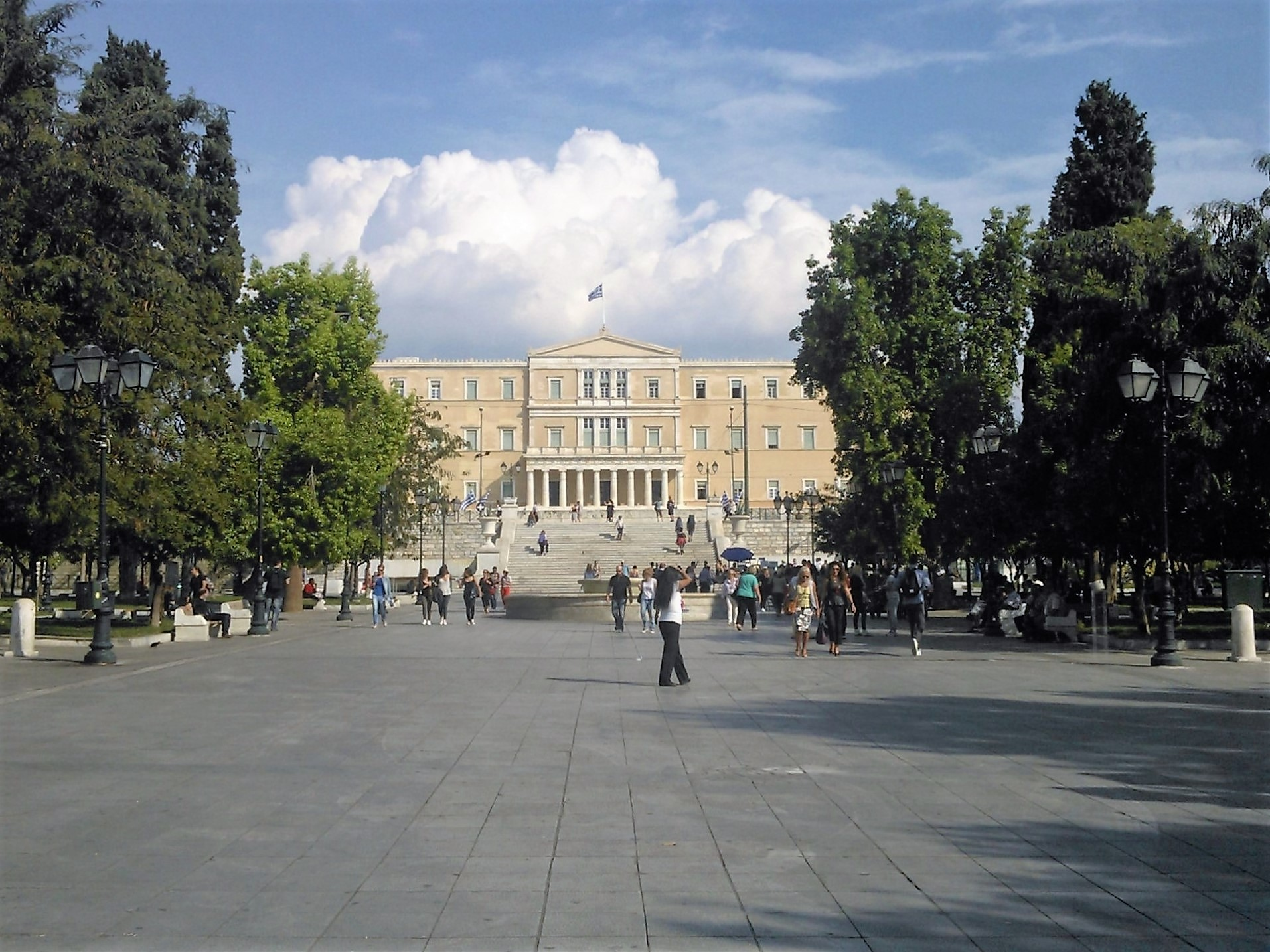
Vedere din Piața Syntagma către Vechiul Palat Regal (octombrie 2015)

Piața Syntagma (în greacă Πλατεία Συντάγματος, pronunțat [plaˈtia sinˈdaɣmatos], „Piața Constituției”) este piața centrală a orașului Atena. Piața este numită după Constituția pe care primul rege al Greciei, Otto, a fost obligat să o acorde țării după o revoltă militară și populară ce a avut loc în 3 septembrie 1843. Ea este situată în fața Vechiului Palat Regal din secolul al XIX-lea, clădire în care se află din 1934 Parlamentul Greciei. Piața Syntagma este piața cea mai importantă, din punct de vedere istoric și social, a Atenei moderne, aici fiind epicentrul activității comerciale și politice a Greciei.

## Descriere

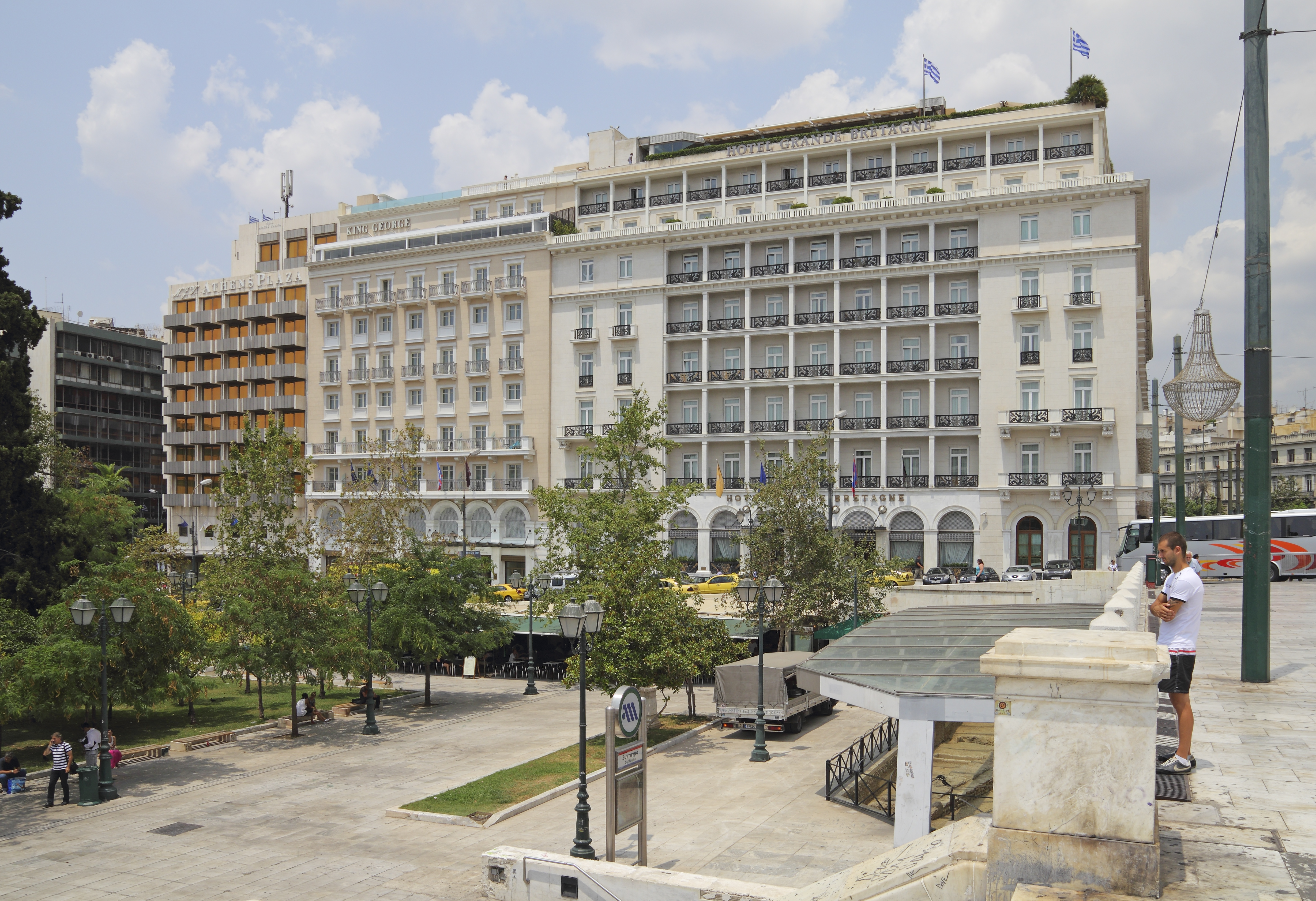
Vedere a hotelurilor din partea de nord a pieței, de-a lungul Străzii Regele George I

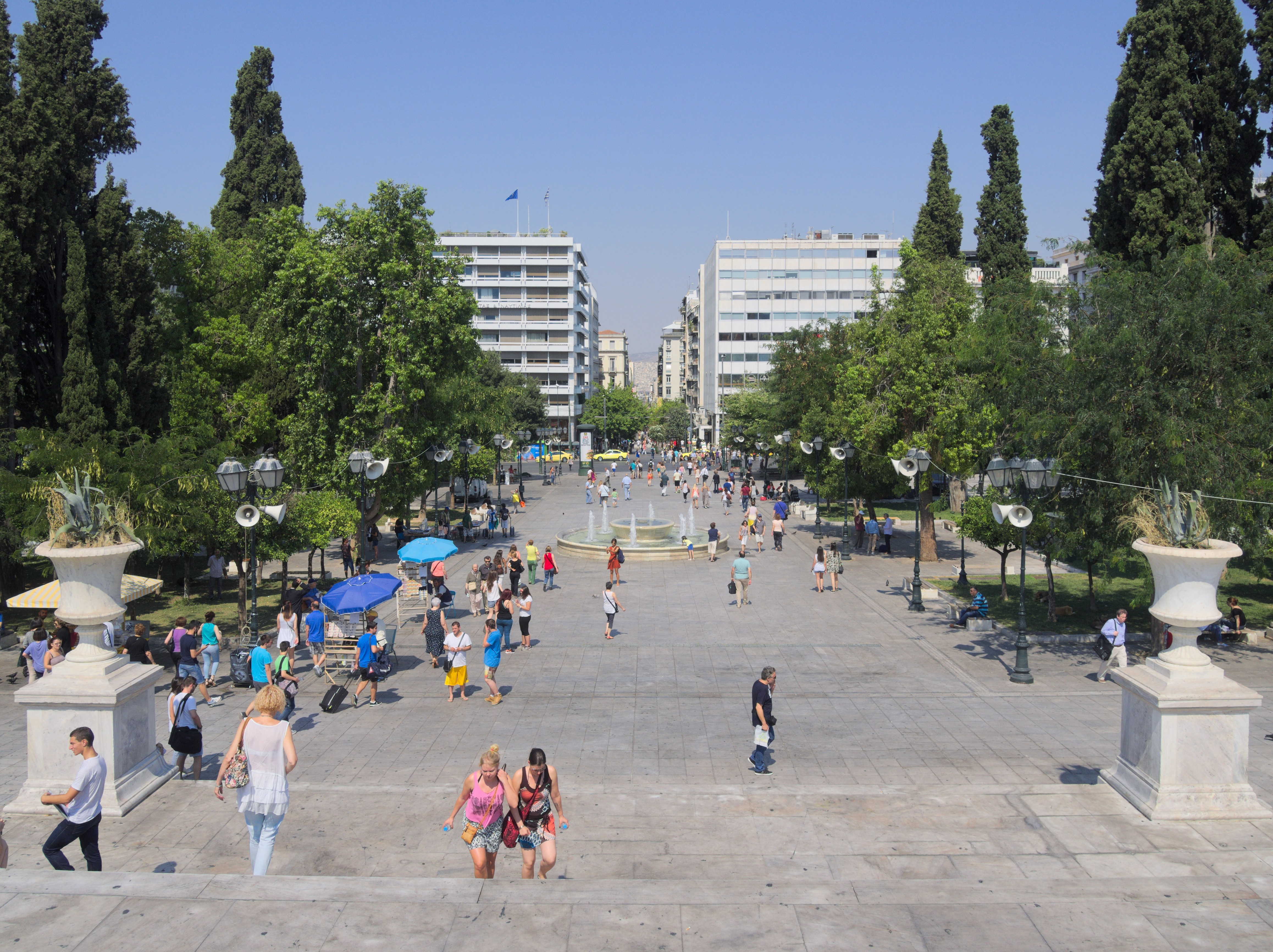
Piața Syntagma așa cum se vedea de pe Bulevardul Amalia în 2015

Piata este mărginită de Bulevardul Amalia (Leofóros Amalías) la est, Strada Otto (Óthonos) la sud și Strada Regele George I (Vasiléos Georgíou Prótou) la nord. Strada ce mărginește piata la vest, care leagă Strada Stadiou cu Strada Fillelinon, este numită simplu „Piața Syntagma” (Plateia Syntágmatos). Partea de est a pieței este mai înaltă decât cea de vest, fiind dominată de un grup de trepte de marmură care duc la Bulevardul Amalia; sub acestea se află stația de metrou Syntagma. Scările adăpostesc sub ele câteva cafenele în aer liber, fiind un popular loc de întâlnire din centrul orașului. Syntagma include, de asemenea, două zone verzi în nord și în sud, unde sunt plantați copaci, în timp ce în centrul pieței se află o fântână arteziană mare construită la mijlocul secolului al XIX-lea.
Clădirea neoclasică a Vechiului Palat Regal, care adăpostește Parlamentul Grec din 1934, se află vizavi de Bulevardul Amalia, la est, și este înconjurată de vastele Grădini Naționale, care sunt deschise publicului; Parlamentul nu este deschis pentru public, nici măcar în perioada vacanței parlamentare. Ceremonia de schimbare a gărzilor are loc la fiecare oră în fața Mormântului Soldatului Necunoscut în zona dintre Piața Syntagma și clădirea Parlamentului. În anumite zile are loc un ceremonial mai deosebit de schimbare a gărzii la care participă fanfara armatei și majoritatea celor 120 de evzoni la ora 11 a.m.

## Istoric

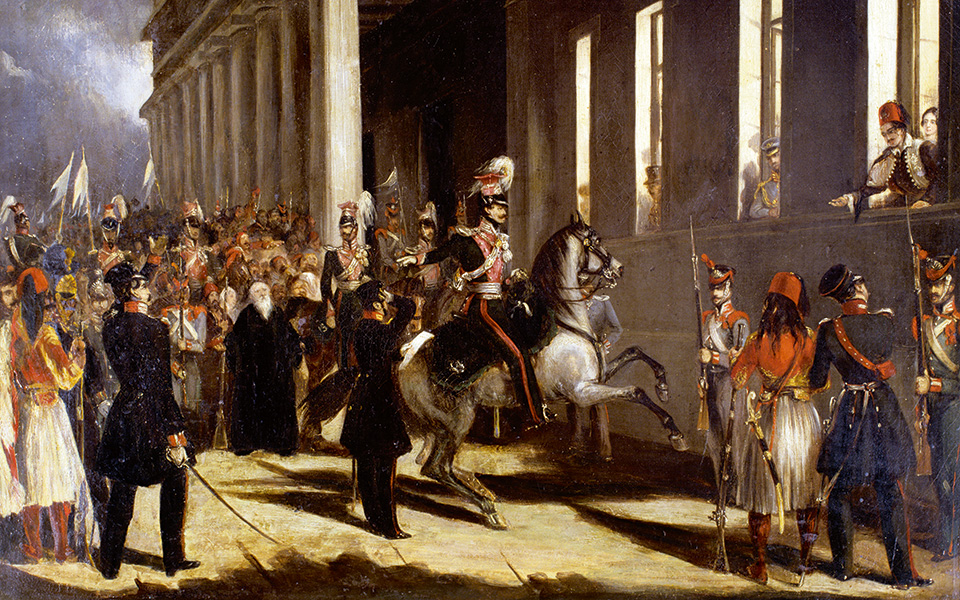
Dimitrios Kallergis pe cal cerând acordarea unei constituții, Otto și Amalia la ferestrele Palatului Regal.

Piața a fost proiectată și construită la începutul secolului al XIX-lea, la scurt timp după ce regele Otto a mutat capitala noului regat grec de la Nafplio la Atena în anul 1834. Ea a fost concepută ca una dintre cele două piețe centrale ale Atenei moderne, situată la limita estică a orașului după cum era atunci. Cea de-a doua piață centrală era Piața Omonia, aflată în partea de nord a orașului. Chiar dacă Palatul Regal al regelui Otto era planificat inițial să fie construit în Piața Omonia, s-a considerat că este o opțiune mai bună să fie construit într-un loc cu vedere către piața de est. Astfel, primul nume al pieței a fost „Piața Palatului”. Lucrările pentru construirea Palatului Vechi în partea de nord a pieței au început în anul 1836 și au durat până în 1843.
La o lună după instalarea aici a regelui Otto și a soției sale, Amalia, la sfârșitul lunii iulie 1843, a avut loc o revoltă militară și populară în capitala Greciei la 3 septembrie 1843. Militarii conduși de Dimitrios Kallergis s-au adunat în fața Palatului și au cerut acordarea unei constituții. Regele Otto a fost apoi obligat să acorde prima Constituție a Greciei. În memoria evenimentului, Piața Palatului a fost redenumită Piața Constituției sau Piața Syntagma, după denumirea în limba greacă.
Între anii 2010 și 2012 Piața Syntagma a fost locul unor proteste în masă, fiind ocupată de corturi și de alte dispozitive, din cauza înrăutățirii situației economice în timpul crizei datoriei publice din Grecia. La unele demonstrații au participat 10.000 de persoane, potrivit rapoartelor poliției, sau 50.000 de persoane, potrivit altor surse. După formarea „Guvernului de unitate națională”, demonstrațiile au fost mai puțin frecvente, iar manifestanții au părăsit piața.

## Transport
Piața Syntagma este un nod al mai multor forme de transport public din Atena; liniile 2 și 3 ale Metroului din Atena au o oprire în stația Syntagma, care se află chiar sub piață; Tramvaiul din Atena oprește aici, iar autobuzele sau troleibuzele trec pe aici către diferite locuri din oraș. Drumul între Piața Syntagma și Aeroportul Eleftherios Venizelos se face prin intermediul unui autobuz special al aeroportului și prin liniile de metrou. Primăria orașului Atena oferă în piață acces Internet wireless gratuit la viteze mari (4 Mbit/s). Piața este, de asemenea, un nod rutier pentru autobuzele ce pleacă spre suburbiile nordice și spre Complexul Olimpic din Maroussi.

## Atracții turistice din apropierea pieței

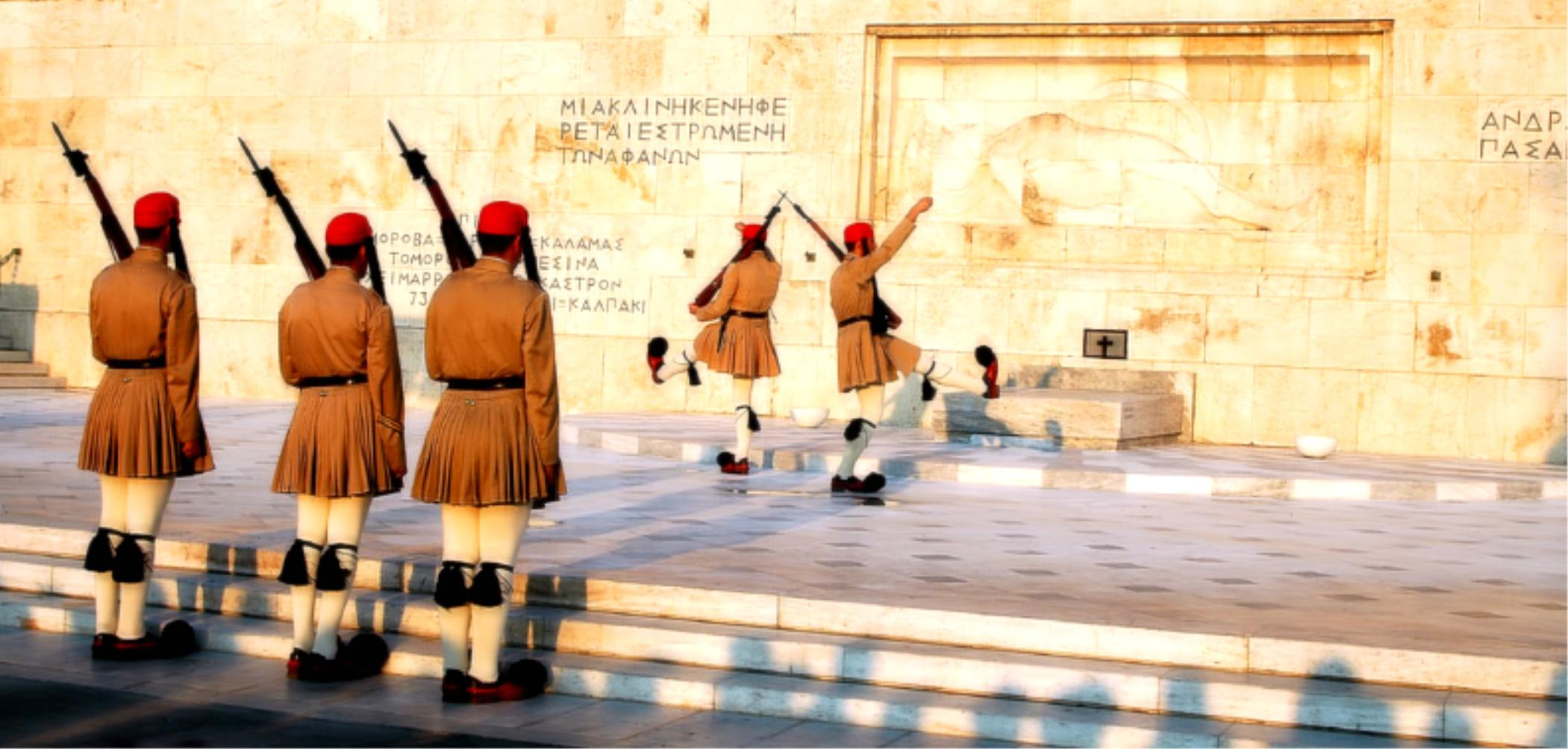
Schimbarea gărzii: Evzoni în fața Mormântului Soldatului Necunoscut.

Piața este situat în apropierea multor cartiere vechi ale Atenei și a celor mai renumite atracții turistice:
- Plaka (Πλάκα),
- Monastiraki (Μοναστηράκι),
- Psiri (Ψυρρή),
- Kolonaki (Κολωνάκι),
- Acropolis (Ακρόπολις),
- Teatrul lui Dionysus,
- Areopagus, Agora Veche a Atenei (Αρχαία Αγορά των Αθηνών),
- Biblioteca lui Hadrian,
- Turnul Vânturilor din Agora Romană,
- Monumentul lui Lysicrates,
- Arcul lui Hadrian (Αψίς του Ανδριανού),
- Templul lui Zeus din Olympia (Ναός του Ολυμπίου Διός),
- Pnyx (Πνύκα),
- Monumentul lui Philopappos (Μνημείο του Φιλοπάππου) pe Dealul Nimfelor,
- Cimitirul Kerameikos (Νεκροταφείο Κεραμικού),
- Mormântul soldatului necunoscut (Μνημείο του Αγνώστου Στρατιώτη),
- Muntele Lycabettus.

În zonă se află, de asemenea, biserici istorice, dintre care unele datează din Evul Mediu.

## În cultura populară
În 2015 a fost filmat în Santa Cruz de Tenerife (Spania) cel de-al cincilea film din seria Identitatea lui Bourne. În acest scop, orașul spaniol a fost special amenajat pentru a semăna cu orașele grecești Atena și Pireu. Plaza de España din Santa Cruz a fost aleasă pentru a reprezenta Piața Syntagma din Atena.

## Imagini

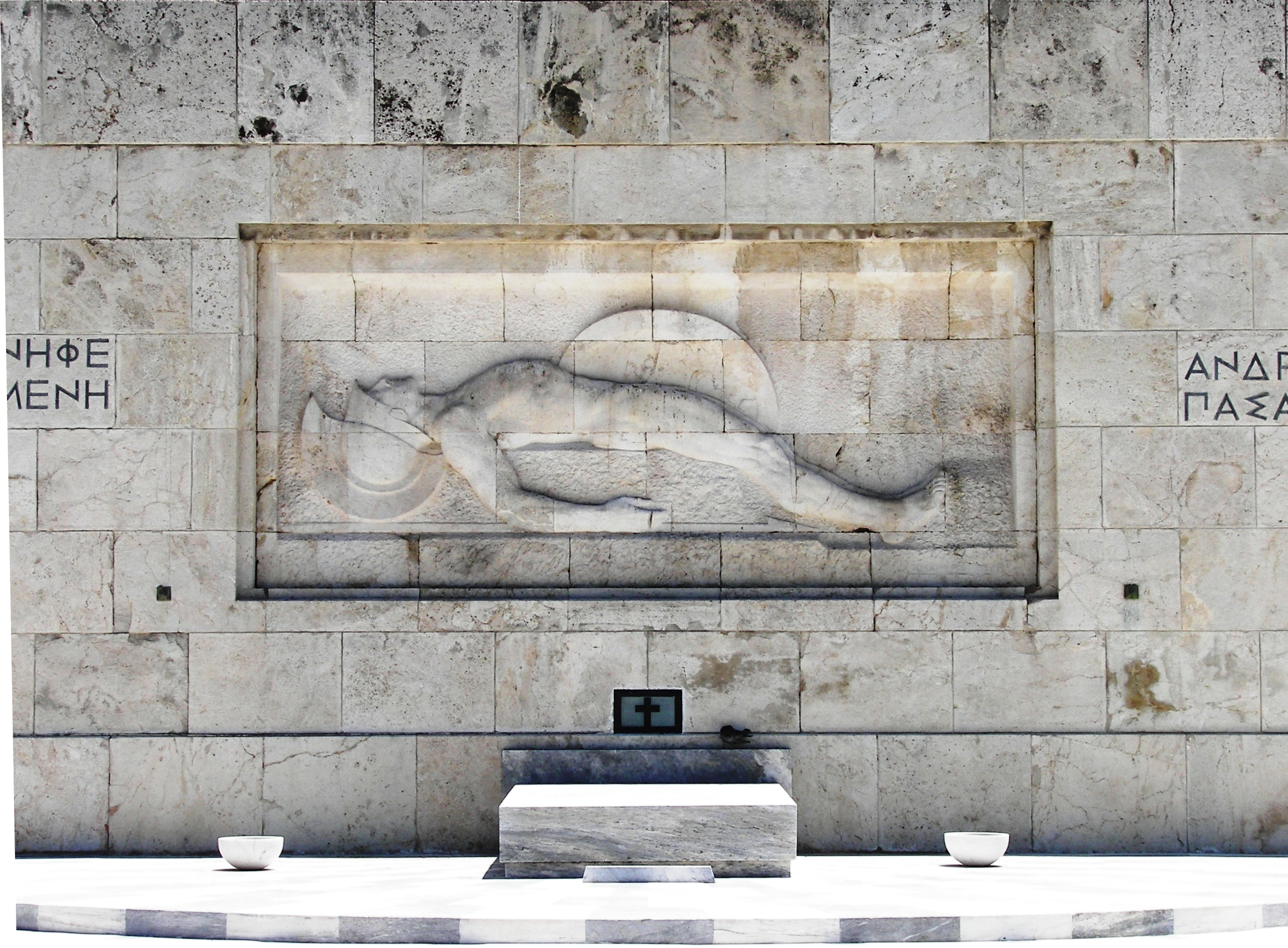
Mormântul Soldatului Necunoscut
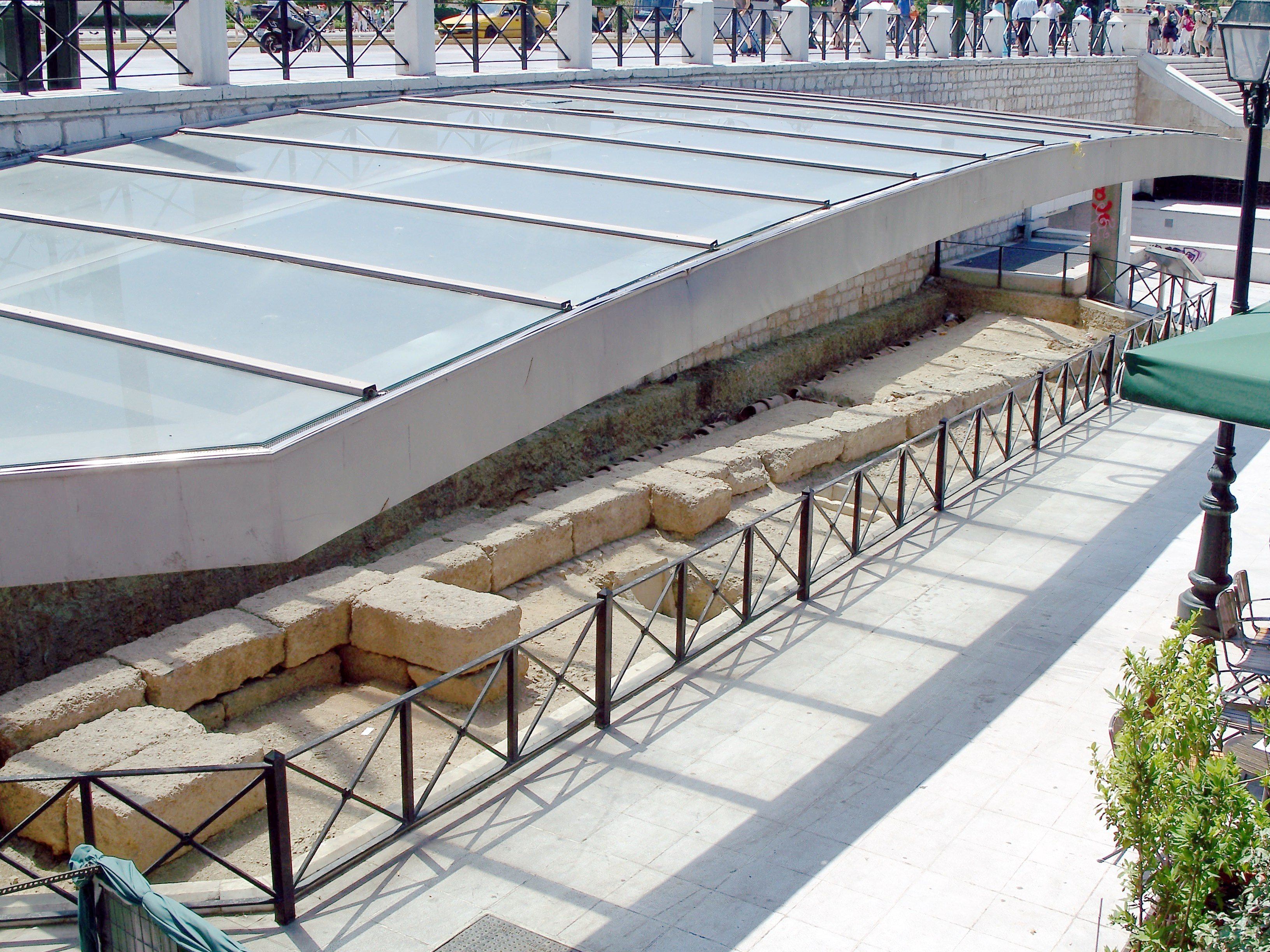
Porțiune a apeductului Peisistratian din Piața Syntagma
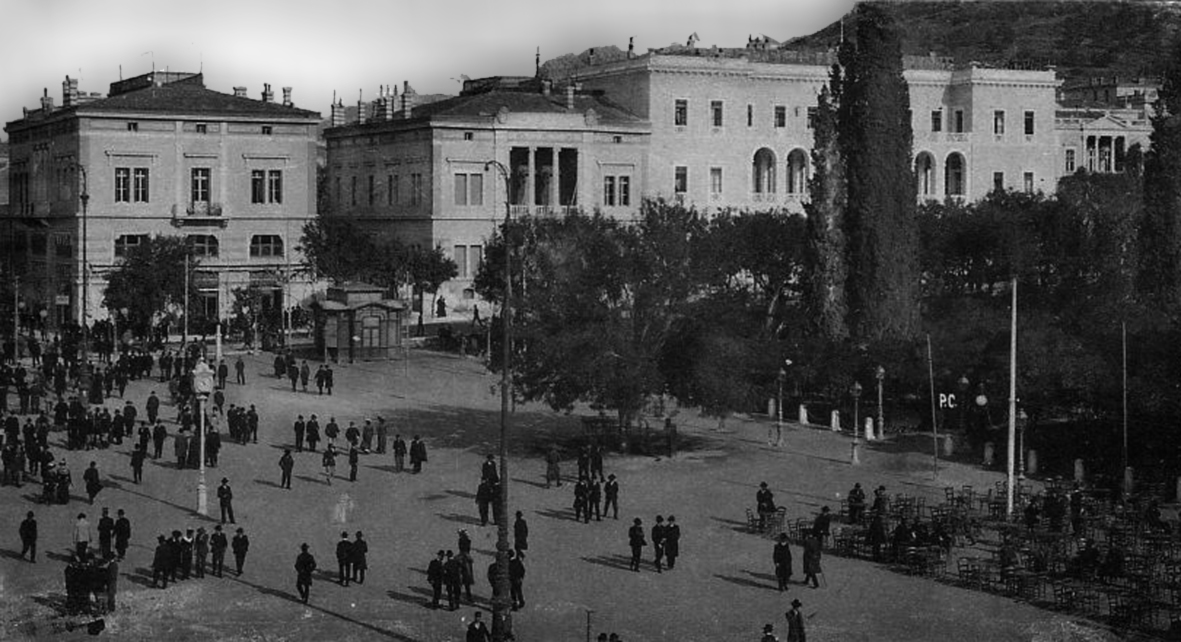
Piața Syntagma în 1910
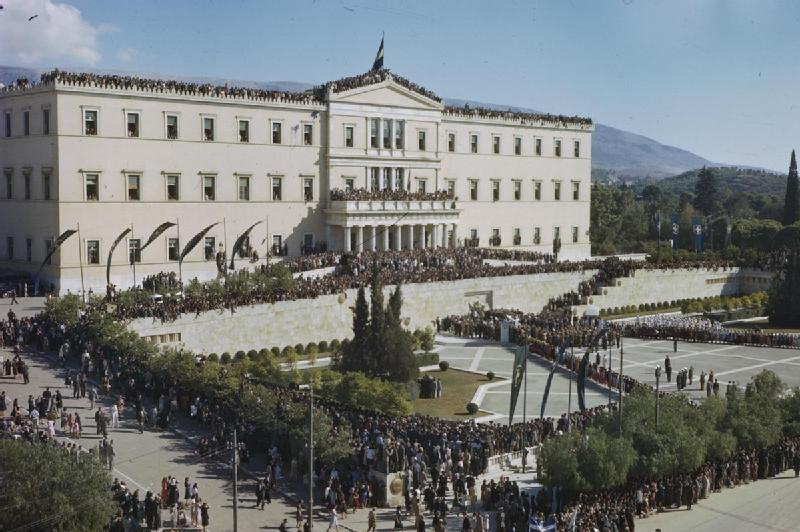
Mulțime care sărbătorește eliberarea țării de puterile Axei (octombrie 1944)
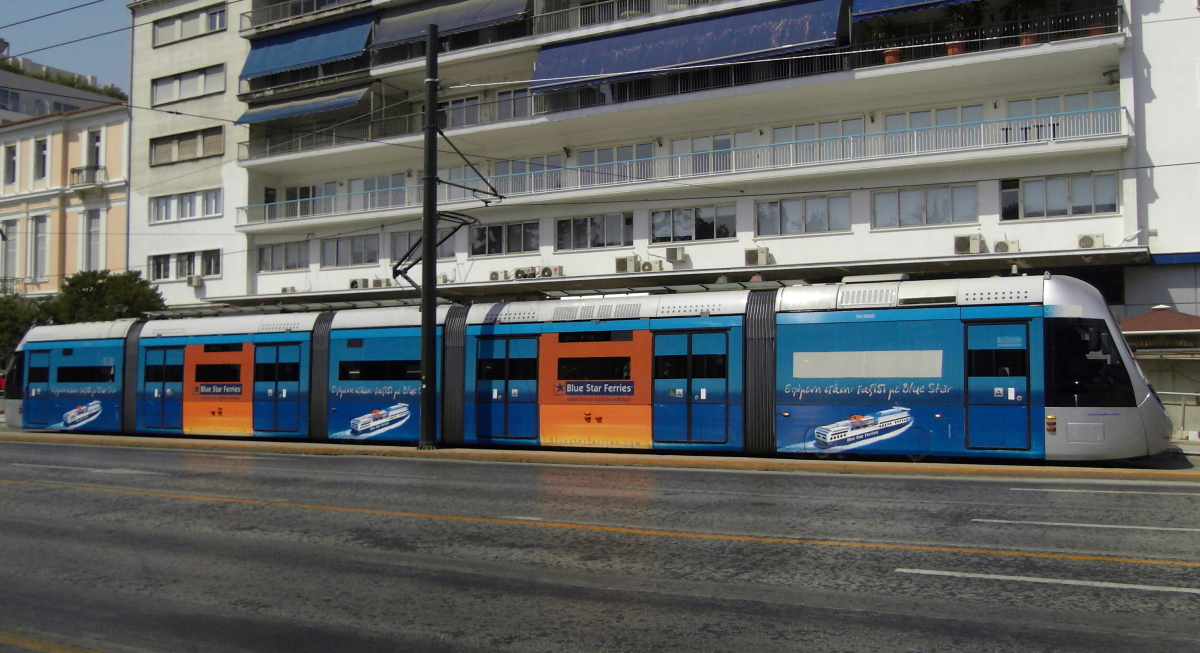
Tramvai în Piața Syntagma